# 小城市
小城市（おぎし）は、佐賀県の中央部に位置する市。県内地域区分では佐賀市や多久市とともに佐賀地域に属する。

## 地理

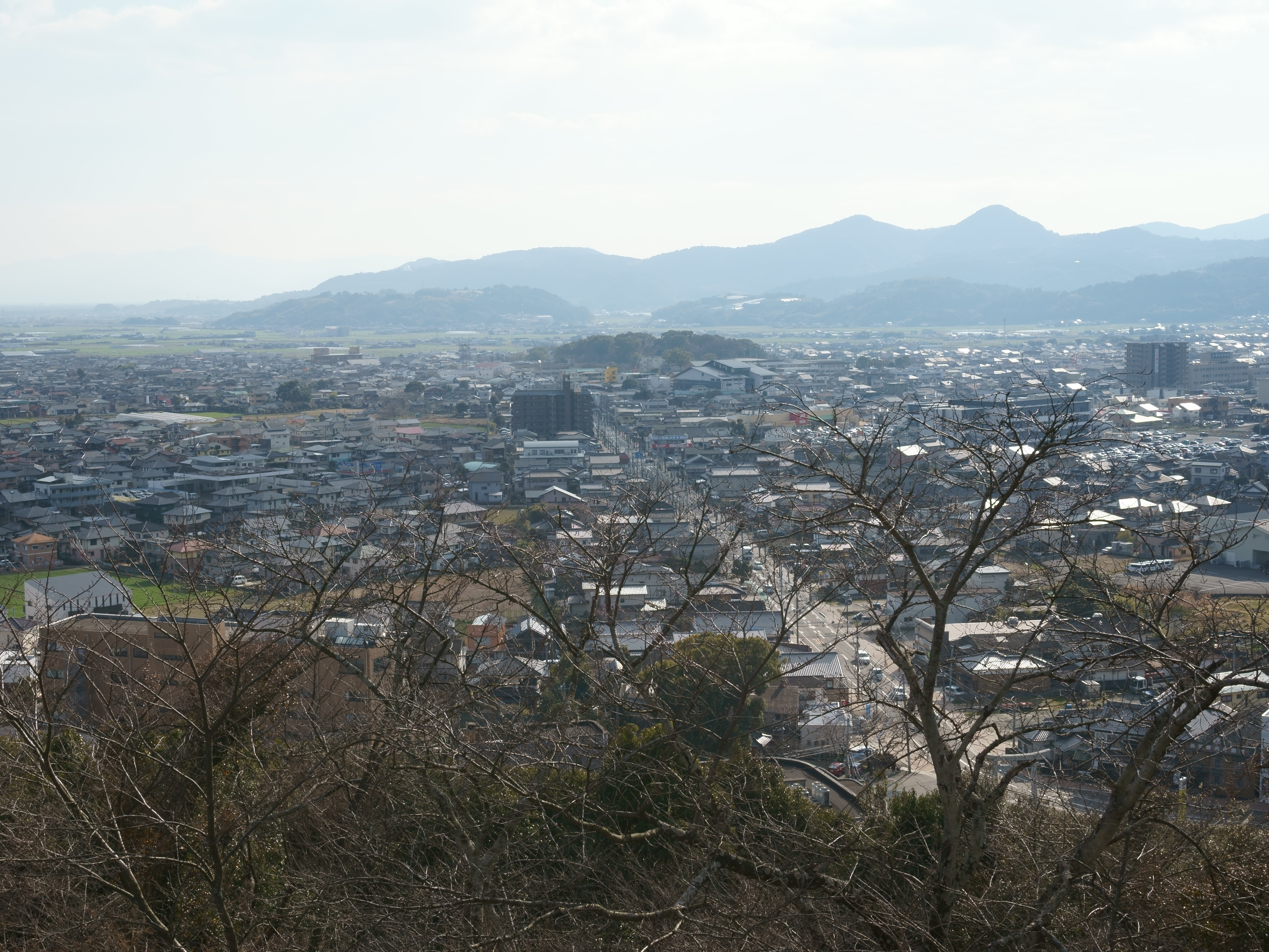
小城市街、千葉城（牛頭城）跡展望所から

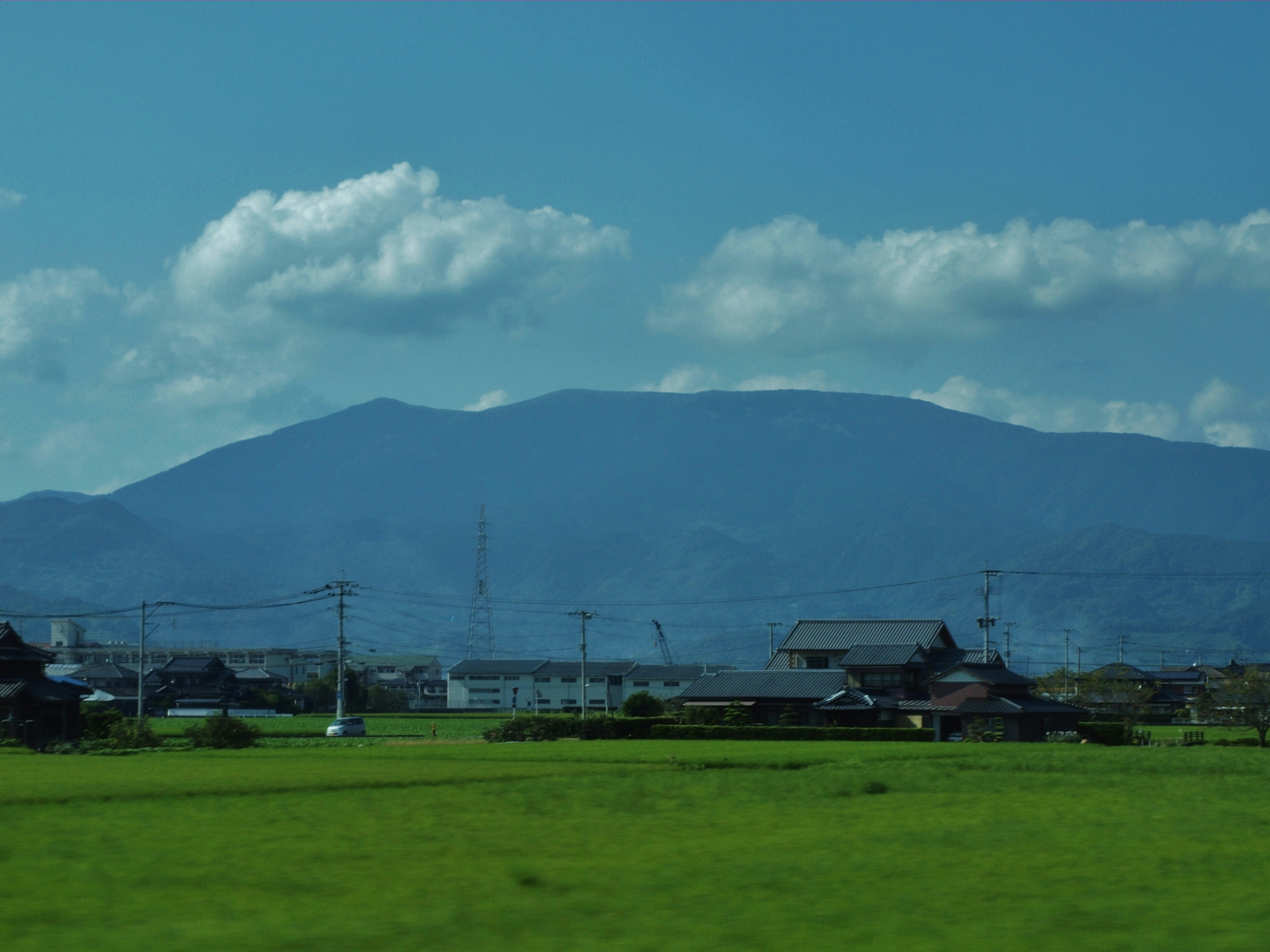
天山、牛津町柿樋瀬から

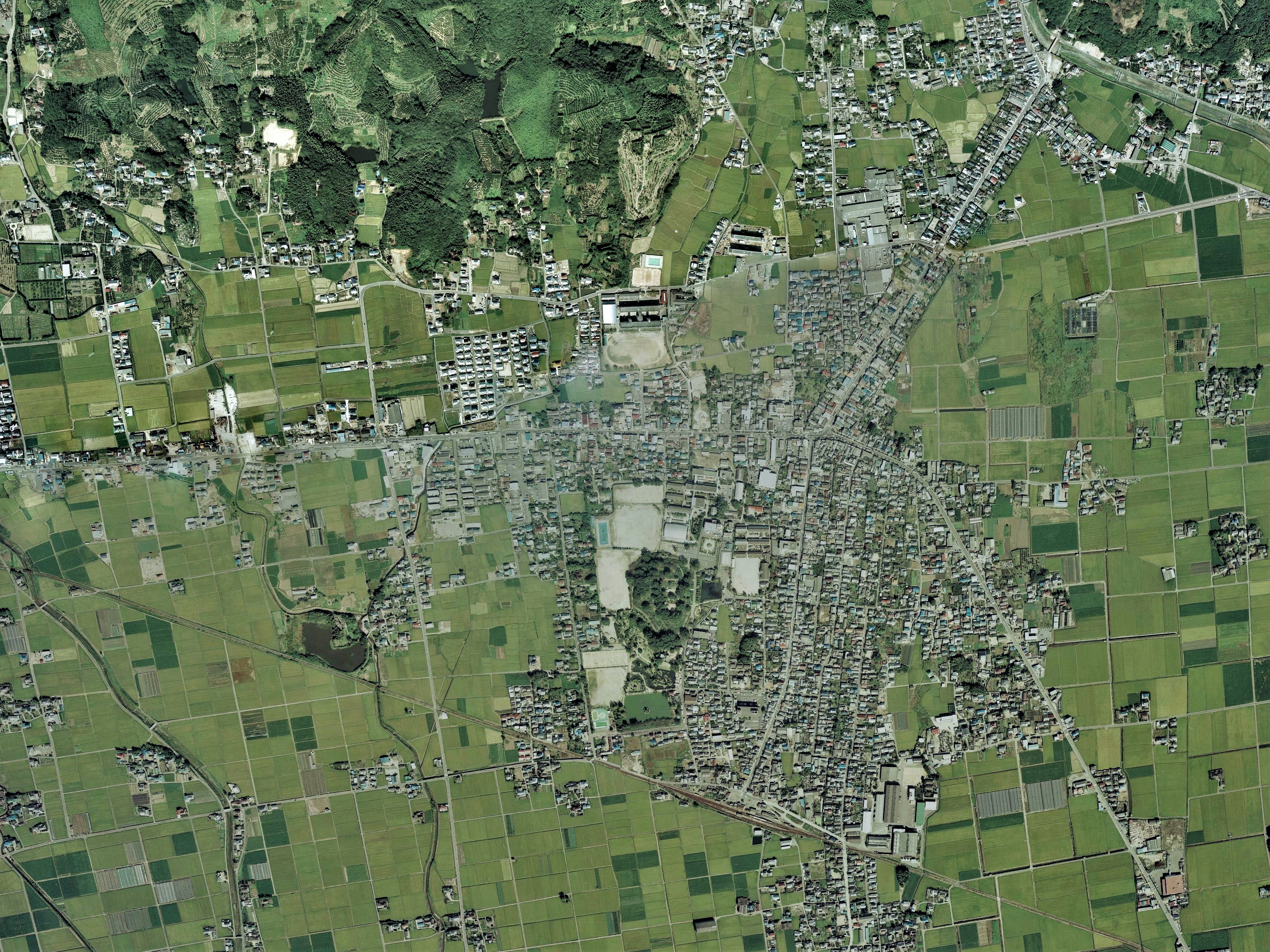
小城市中心部周辺の空中写真。
1981年10月12日撮影の4枚を合成作成。。

### 位置
佐賀県の中央部に位置し、県庁所在地の佐賀市に隣接する。市役所本庁の所在地である旧牛津町中心部は佐賀市中心部から真西へ約10kmの場所に位置している。市域のうち北部は天山の一部をなす山地だが、その他の地域は佐賀平野の一部をなす低平地である。市域南部は有明海に面している。六角川河口の住ノ江の湾奥部では、大潮時最大約6mで日本一の干満差となる。

### 地形

#### 山岳
主な山
- 天山(1046.2m)
- 彦岳(845.3m)
- 愛宕山(396m)
- 笠頭山(350.5m)
- 御岳山(243.4m)
- 峰山(158m)
- 太平山(269.8m)
- 鏡山(133.9m)
- 城山(134m)

#### 河川
主な川
- 嘉瀬川
- 牛津川
- 清水川
- 牛津江川
- 西平川
- 福所江川
- 六角川
- 祇園川
- 晴気川

#### 湖沼
主な湖
- 八丁ダム
- 荒谷ダム

### 気候
夏は高温多湿でやや蒸し暑く、冬は乾燥した北西の季節風（天山おろし）が強いのが特徴。ケッペンの気候区分は、Cfa（温暖湿潤気候）。

### 地域
小城市は旧自治体名を町名として用いており、その下に旧来の大字を続け、「小城市○○町××」という形式の住所表記を用いている。
ただし、町制当初の旧小城町(1932年に合併する以前の町域)には大字が置かれておらず、「小城市小城町」に続けて番地を表記している。
また、通常、住所には表記されないが、生活上の単位として集落ごとに行政区が設置されている。大字ごとに行政区を示す。
| 町       | 面積/km2 | 世帯  | 人口  | 位置 | 大字(行政区) |
| -------- | -------- | ----- | ----- | ---- | --- |
| 小城町   | 45.39    | 5678  | 16524 | 北   | 旧小城町:(朝日町・蛭子町・大手町・岡町・小城本町・上町・北小路・鯖岡・下町・正徳町・高原・中町・西小路・布施ヶ里・東新町) 旧岩松村:岩蔵(永泉寺・江里口・江里山・石体・大日・馬場・二瀬川・松本) 旧岩松村:松尾(北浦・三間寺・清水・城栄町・住吉町・原田・不二町・松尾・焼山・横町・吉田) 旧晴田村:畑田(荻ノ町・轡ケ里・栄町・鷺ノ原・下畑田・砂田・西新町・西谷・畑田・平原・不二町) 旧晴田村:晴気(一本松・円光寺・川内・川原・君ケ坂・黒原・郷ノ木・宿・庄・中善寺・出分・寺浦・中村・西晴気・東小松・松葉・本山・弥生町) 旧三里村:池上(牛尾・上右原・小島・下久須・下右原・西川・門前・山崎) 旧三里村:栗原(米ノ隈・坂井・峰・湯谷) 旧三里村:船田(大江・久蘇・船田) |
| 三日月町 | 20.53    | 4497  | 13862 | 東   | 石木(石木) 織島(赤司・今市・岡本・杉町・大地町・西分・袴田・東分・深川) 金田(金田・遠江・久本・社) 久米(甘木・土生・久米・本告・吉原) 甲柳原(甲柳原) 長神田(大寺・佐織・高田・長神田・初田・仁俣・戊) 樋口(江口・江利・五条・立石・樋口) 堀江(四条・島溝・深町・堀江) 三ヶ島(三ヶ島) 道辺(芦田・立物・道辺・緑) |
| 牛津町   | 13.26    | 3249  | 10162 | 南西 | 牛津(栄町・新町・天満町・友田・本町) 乙柳(生立ヶ里・乙柳・上江良・下江良) 柿樋瀬(江津・柿樋瀬・西江津・練ヶ里) 勝(江津ヶ里・大戸ヶ里・勝・高柳・前満江) 旧砥川村:上砥川(泉・内砥川・宿古賀・新屋敷・谷・砥川町・両新村) 旧砥川村:下砥川(蒲原・寺町・永田・柳鶴) |
| 芦刈町   | 16.67    | 1762  | 05744 | 南   | 芦溝(小路・舎人・中溝・町分) 下古賀(下古賀・昭和搦・新村) 道免(道免・中村・西道免・東道免・社搦) 永田(住の江・永田・弁財・六丁) 浜枝川(川越・高道・浜中・八枝) 三王崎(牛王・三条・西戸崎・東戸崎) |
| 計       | 95.85    | 15366 | 46292 |      | |

1. 1 2  2013年2月

### 人口
| |                                        |  |
| 小城市と全国の年齢別人口分布（2005年） | 小城市の年齢・男女別人口分布（2005年） |  |
| ■紫色 ― 小城市 ■緑色 ― 日本全国 | ■青色 ― 男性 ■赤色 ― 女性              |  |
| 小城市（に相当する地域）の人口の推移 \| 1970年（昭和45年） \| 38,471人 \| \| \| 1975年（昭和50年） \| 36,945人 \| \| \| 1980年（昭和55年） \| 37,839人 \| \| \| 1985年（昭和60年） \| 38,915人 \| \| \| 1990年（平成2年） \| 40,283人 \| \| \| 1995年（平成7年） \| 43,491人 \| \| \| 2000年（平成12年） \| 45,375人 \| \| \| 2005年（平成17年） \| 45,852人 \| \| \| 2010年（平成22年） \| 45,133人 \| \| \| 2015年（平成27年） \| 44,259人 \| \| \| 2020年（令和2年） \| 43,952人 \| \| |                                        |  |
| 総務省統計局 国勢調査より |                                        |  |
| 1970年（昭和45年） | 38,471人                               |  |
| 1975年（昭和50年） | 36,945人                               |  |
| 1980年（昭和55年） | 37,839人                               |  |
| 1985年（昭和60年） | 38,915人                               |  |
| 1990年（平成2年） | 40,283人                               |  |
| 1995年（平成7年） | 43,491人                               |  |
| 2000年（平成12年） | 45,375人                               |  |
| 2005年（平成17年） | 45,852人                               |  |
| 2010年（平成22年） | 45,133人                               |  |
| 2015年（平成27年） | 44,259人                               |  |
| 2020年（令和2年） | 43,952人                               |  |

健康・福祉
統計はすべて2010年10月1日の国勢調査のもの。
- 平均年齢 ： 44.41歳
  - 年少人口(0 - 14)割合：15.8%
  - 生産年齢人口(15 - 64)割合：61.6%
  - 老年人口(65 - )割合：22.5%

### 隣接自治体
佐賀県
- 多久市
- 佐賀市
- 杵島郡：江北町、白石町

## 歴史
- 1889年（明治22年）4月1日 - 町村制施行により、現在の市域にあたる以下の町村が発足
  - 小城郡小城町・三里村・岩松村・晴田村・三日月村・牛津村・砥川村・芦刈村
- 1894年（明治27年）4月24日 - 牛津村が町制施行。牛津町となる
- 1932年（昭和7年）4月1日 - 三里村・岩松村・晴田村を小城町へ編入
- 1956年（昭和31年）9月30日 - 砥川村の一部を牛津町へ編入（同時に同村の他の区域は江北町へ編入）
- 1967年（昭和42年）4月1日 - 芦刈村が町制施行。芦刈町となる
- 1969年（昭和44年）1月1日 - 三日月村が町制施行。三日月町となる
- 2005年（平成17年）3月1日 - 平成の大合併により小城町・三日月町・牛津町・芦刈町が合併し市制施行、小城市が発足。この結果、小城郡が消滅した。

## 政治

### 行政

#### 市長
歴代市長
| 代     | 氏名       | 就任年月日    | 退任年月日   |
| ------ | ---------- | ------------- | ------------ |
| 初-5代 | 江里口秀次 | 2005年4月10日 | 2025年4月9日 |
| 6代    | 南里隆     | 2025年4月10日 | 現職         |

#### 役所
- 小城市役所：小城市三日月町長神田2312番地2

合併当初は分庁方式で解散した各町の町役場を利用していた。2013年1月に前三日月庁舎の場所に庁舎が新設され、かつての旧町役場を利用した庁舎はすべて閉庁となった。
以前設置されていた庁舎
- 牛津庁舎（総務部、議会事務局、監査委員事務局、選挙管理委員会事務局）（市議会所在地）
- 小城庁舎（市民部、教育委員会）
- 芦刈庁舎（産業部、建設部、農業委員会）
- 三日月庁舎（福祉部、福祉事務所）

### 立法

#### 市議会
小城市議会
- 議会定数：20名[2](2018年～2022年)

#### 県議会
佐賀県議会
- 小城市から選出される佐賀県議会議員の定数は2議席である。

#### 国会
衆議院
- 小城市は佐賀県第2区に属する。比例区では九州ブロックに属する。詳細はそれぞれの選挙区を参照。

参議院
- 小城市は佐賀県選挙区（全県区、定数2議席）に属する。

## 出先機関・施設

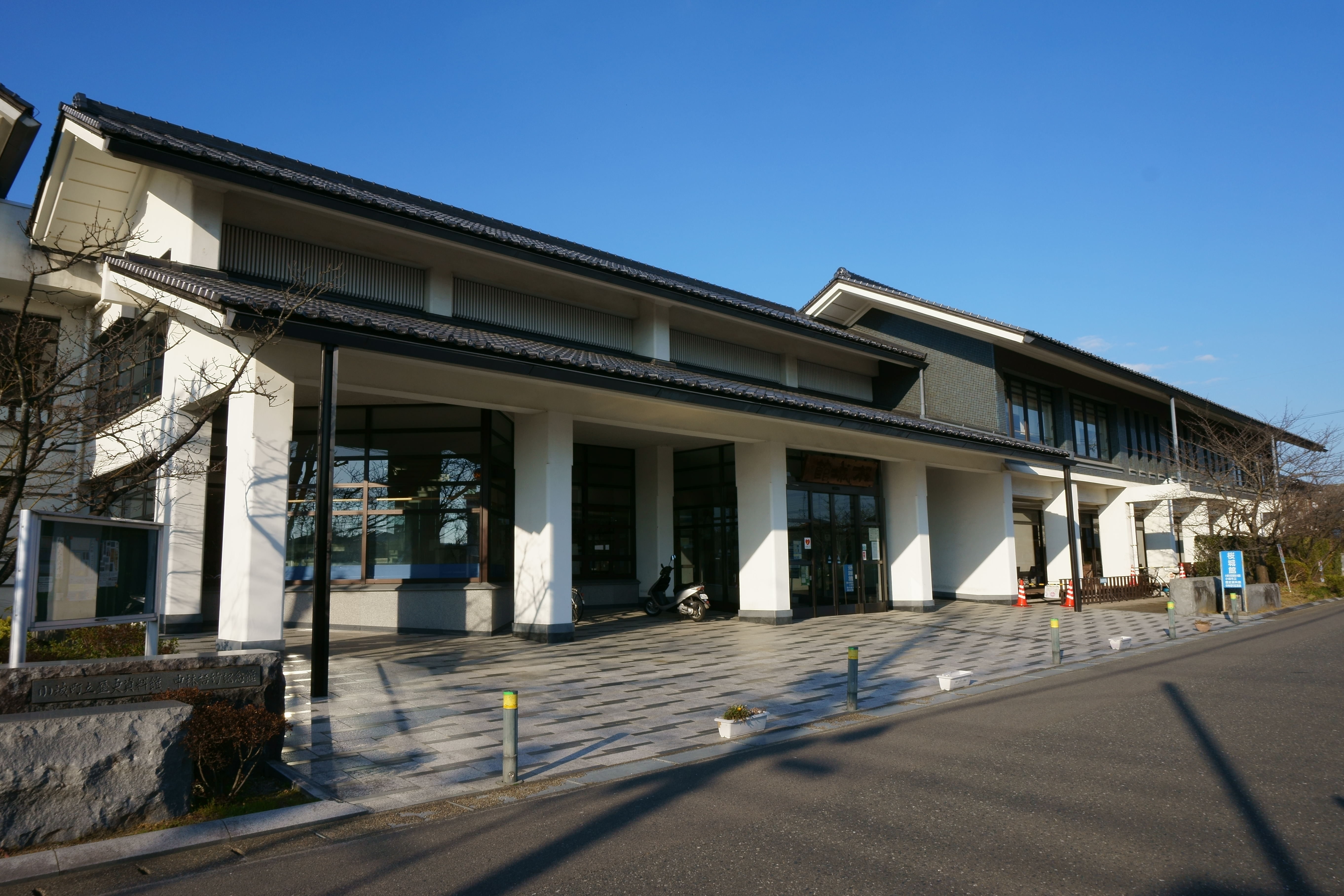
桜城館（小城市民図書館小城館、小城市立歴史資料館、小城市立中林梧竹記念館）

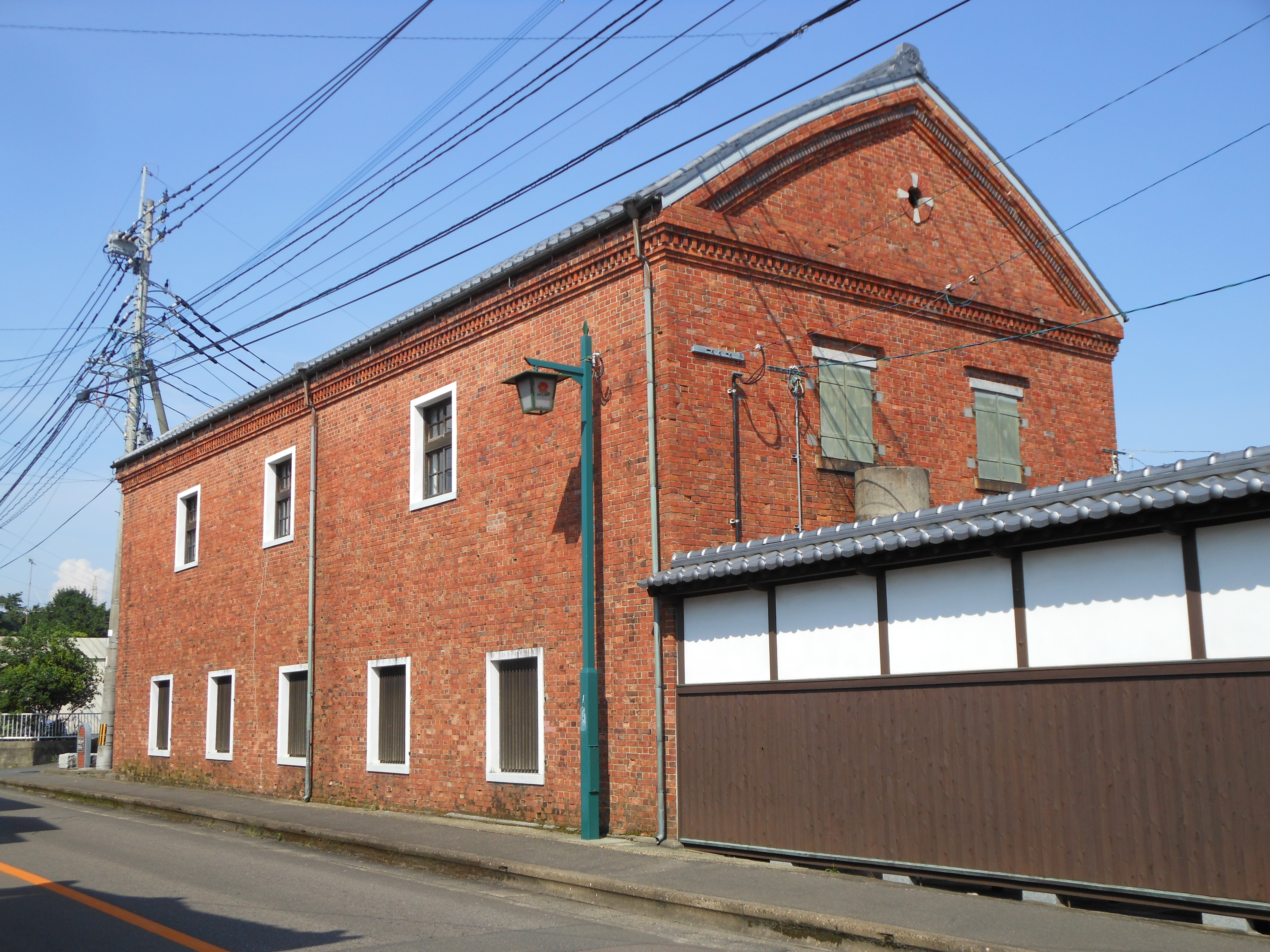
牛津赤れんが館

### 国家機関

#### 国土交通省
- 九州地方整備局
  - 牛津出張所

### 施設

#### 警察
警察署
- 佐賀県小城警察署

交番
- 晴田交番
- 牛津交番

警察官駐在所
- 大地町警察官駐在所
- 五条警察官駐在所
- 牛王警察官駐在所
- 東住の江警察官駐在所

#### 消防
- 小城消防署
  - 小城消防署北分署

#### 医療・福祉
主な病院
- 小城市民病院
- 医療法人ひらまつ病院
- 医療法人ロコメディカル 江口病院

#### 郵便局
- 郵便局（ゆうちょ銀行）（6局）
  - 集配局 - 窓口業務に加え、集配業務を行う郵便局（1局）
    - 小城郵便局

  - 無集配局（3局）
    - 三日月郵便局、牛津郵便局、芦刈郵便局

  - 簡易郵便局（2局）
    - 織島簡易郵便局、砥川簡易郵便局

- 郵便番号
  - 〒845-00xx（小城町、三日月町）
  - 〒849-00xx（牛津町、芦刈町）

#### 文化施設
- 小城市立中林梧竹記念館
- 小城市立歴史資料館
- 小城文化センター
- 三日月野外研修センター
- 生涯学習センター「ドゥイング三日月」
- 小城市牛津会館
- 小城市牛津赤れんが館
- 小城市芦刈地域交流センター「あしぱる」
- 八丁グリーンカルチャーセンター
- 農家高齢者創作活動施設 永岡荘
- 小城市民図書館 
  - 小城館
  - 三日月館
  - 牛津分室
  - 芦刈分室

#### 運動施設
- 唐津競艇場ボートピア三日月
- 小城体育センター
- 小城公園グラウンド
- 小城公園テニスコート
- 三日月体育館
- 三日月グラウンド
- 三日月町ふれあい公園テニスコート
- 三日月保健福祉センタートレーニング室
- 牛津保健福祉センタートレーニング室・プール
- 牛津体育センター
- 牛津武道館（津武館）
- 牛津運動公園
- 牛津総合公園
- 芦刈運動公園
- 芦刈文化体育館

## 対外関係

### 姉妹都市・提携都市

#### 国内
提携都市
- 南九州市（九州地方 鹿児島県）
  - 1992年（平成4年）11月 - 小城町と旧知覧町の間で友好都市協定締結。
  - 2008年（平成20年）11月4日 - 南九州市と小城市の間で再度友好都市協定締結。

その他
- 肥前の小京都「小城」として全国京都会議に加盟している。

## 経済
就業人口

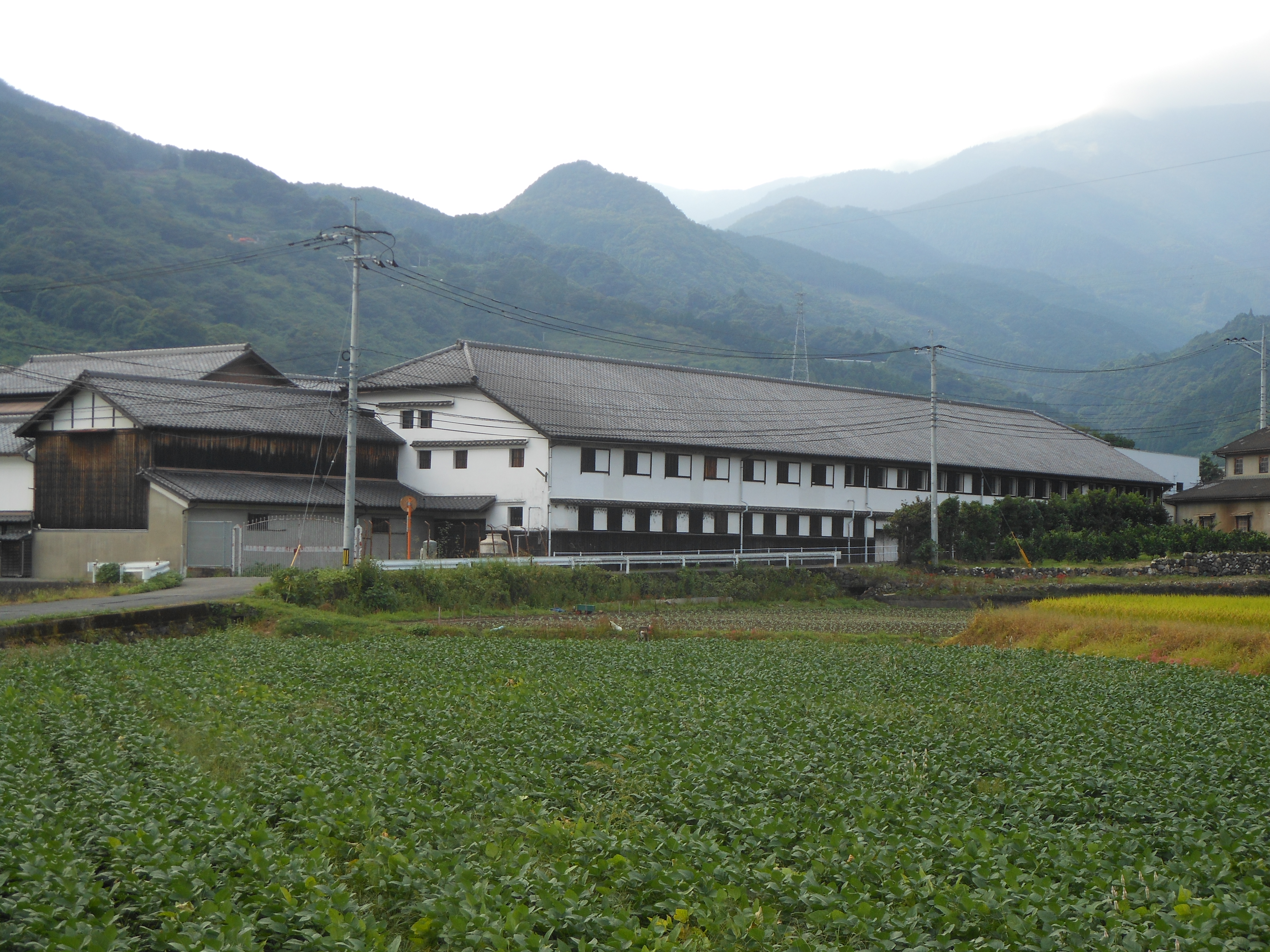
天山酒造の酒蔵群（登録有形文化財）

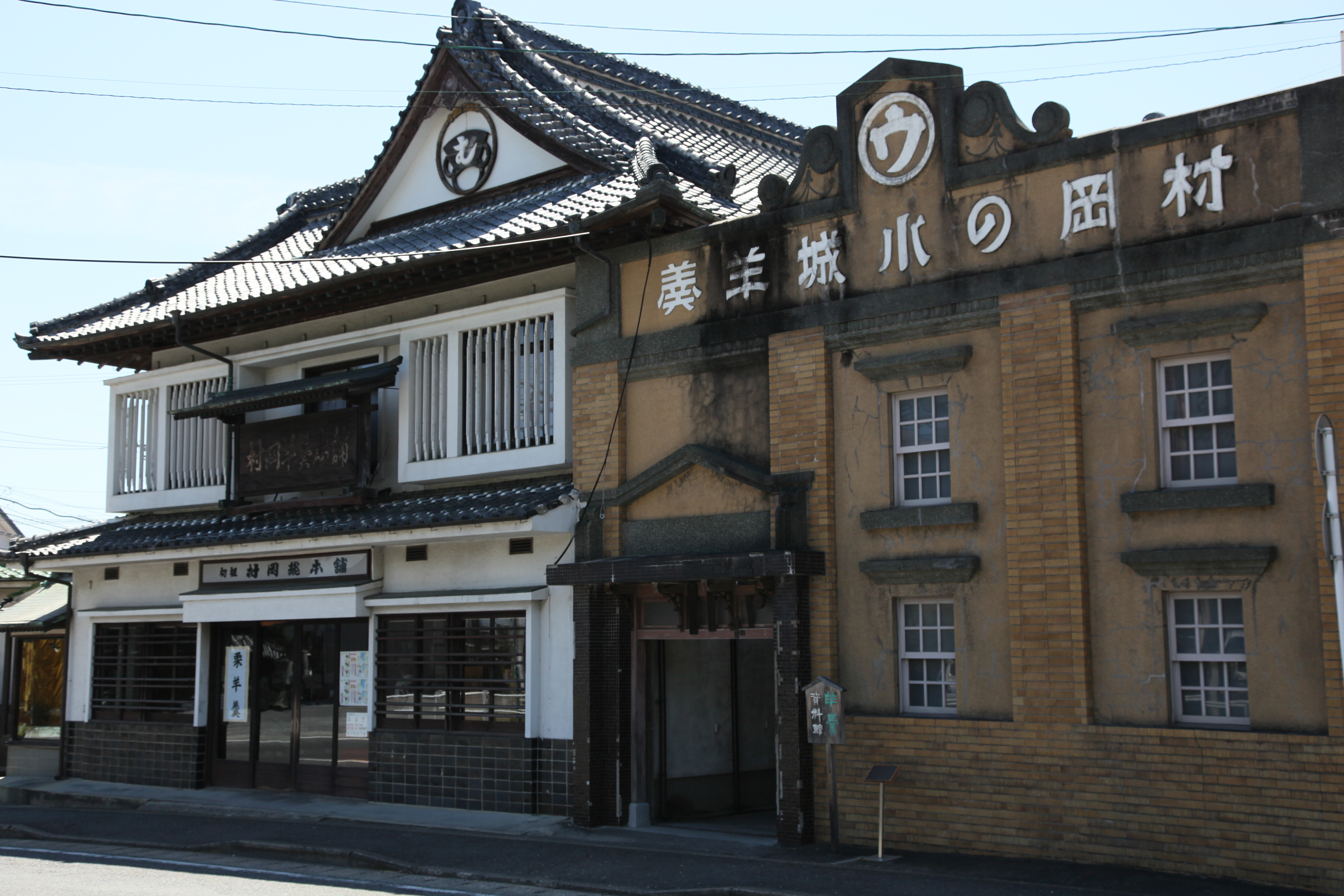
村岡総本舗の本店・羊羹資料館（登録有形文化財）

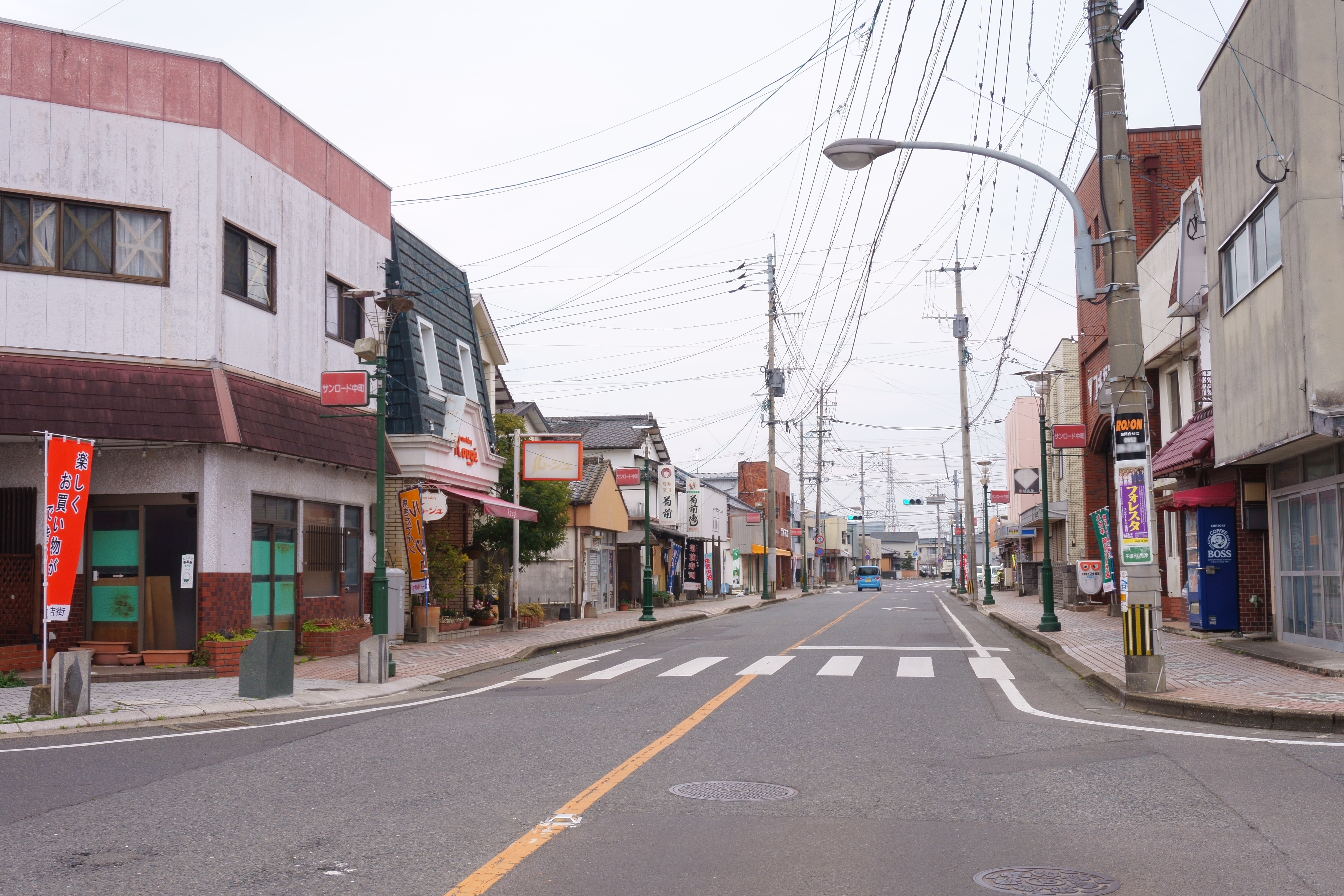
牛津中町商店街

- 第一次産業：2,072人 9.3%（2010年）
- 第二次産業：5,108人 22.9%（2010年）
- 第三次産業：14,599人 65.5%（2010年）

### 第一次産業

#### 農業
- 米

#### 漁業
- 芦刈のり

### 第二次産業

#### 工業
市内に拠点を置く工場
- (株)コダマシキ
- ヤマキ製菓小城工場
- 花王ロジスティクス佐賀営業所
- ワタキューセイモア九州支社三日月工場
- パイオニア佐賀工場
- 林純薬工業 佐賀工場 九州営業所

### 第三次産業

#### 商業
主な商業施設
主な商店街
- 牛津中町商店街

### 本社を置く企業
- 天山酒造
- 友桝飲料
- 竹下製菓
- 牛津蒲鉾
- 牛津製薬
- ニシハツ産業
- 三隆製作所
- 佐賀板紙
- 西村鉄工所
- 村岡総本舗
- （株）コダマシキ
- 鶴沢鉄工所 TSURUSAWA

### 金融機関
- 佐賀銀行（3支店）小城支店、三日月出張所、牛津支店
- 佐賀共栄銀行小城支店
- 佐賀東信用組合（2支店）小城支店、牛津支店
- 九州労働金庫小城多久支店
- JAさが（JAバンク）4支所 - 小城支所、三日月支所、牛津支所、芦刈支所

## 情報・生活

### マスメディア

#### 放送局
ケーブルテレビ
- 佐賀シティビジョン（三日月町、牛津町、小城町の一部）
- 藤津ケーブルビジョン(小城町)

### ライフライン

#### 電力
- 九州電力

#### ガス
- 西部瓦斯

#### 上下水道
- 佐賀県企業局

#### 電信
- NTT西日本

市外局番
- 市外局番は全域が0952である。
  - 佐賀MA（市内局番66 -  牛津町、芦刈町)
  - 佐賀MA（市内局番72 - 73 小城町、三日月町)

## 教育

### 大学
私立
- 西九州大学（小城キャンパス）看護学部

### 高等学校
県立
- 佐賀県立小城高等学校
- 佐賀県立牛津高等学校

### 中学校
市立
- 小城市立小城中学校
- 小城市立三日月中学校
- 小城市立牛津中学校

### 小学校
市立
- 小城市立桜岡小学校
- 小城市立岩松小学校
- 小城市立晴田小学校
- 小城市立三里小学校
- 小城市立三日月小学校
- 小城市立牛津小学校
- 小城市立砥川小学校

### 小中一貫校
市立
- 小城市立小中一貫校芦刈観瀾校（旧・小城市立芦刈小学校・小城市立芦刈中学校）

### 幼稚園
市立
- 晴田幼稚園
- 三日月幼稚園
- 芦刈幼稚園

### 保育所
市立
- 小城保育園
- 岩松保育園
- 三里保育園
- 砥川保育園

私立
- 芦刈保育園
- たちばな保育園
- さくら保育園

### 認定こども園
- 小城幼稚園・わかば保育園
- 牛津幼稚園・エンジェル保育園
- 牛津幼稚園・エンジェル保育園

### 児童センター
- 小城市児童センター

## 交通

### 空路

#### 空港
最寄りの空港は佐賀空港（佐賀市川副町）。小城市内より予約制リムジンタクシーが利用可能。

### 鉄道
- 九州旅客鉄道（JR九州）
  - 長崎本線：牛津駅
  - 唐津線：小城駅

この両線が分岐する久保田駅は佐賀市に属するが、同駅周辺を小城市との境界が通っているため、同駅が利用可能な地域がある。

### 路線バス
- 昭和自動車 - 小城市（旧小城町・三日月町域）と佐賀市・多久市・唐津市（平成の大合併以前からの唐津市域および旧厳木町・相知町）を結ぶ。
  - 佐賀駅バスセンター - 県庁前 - 佐賀県医療センター好生館 - 徳万 - 大寺 - 小城 - 多久市役所 - 多久駅北口 - 厳木市民センター前 - 相知郵便局前 - 山本 - 鬼塚 - 唐津大手口バスセンター
  - 辻の堂 - 県庁前 - 佐賀駅バスセンター - 尼寺 - 中極 - 小城
- 祐徳自動車 - 小城市（旧芦刈町・牛津町域）と周辺の佐賀市・江北町・白石町・鹿島市・大町町・武雄市を結ぶ。
  - 佐賀駅バスセンター - 県庁前 - 佐賀県医療センター好生館 - 徳万 - 芦刈町分 - 牛津駅前 - 山口駅前 - 白石 - 肥前鹿島駅前 - 祐徳神社
  - 佐賀駅バスセンター - （上記と同一経路） - 山口駅前 - 大町役場前 - 大町駅前 - 北方支所前 - 武雄温泉駅前 - 下西山
- あいのりタクシー - 祐徳自動車が運行していた路線の廃止代替路線で旧牛津町と旧芦刈町・白石町（旧福富町）域を結ぶ。天満タクシーによる運行。
  - 牛津駅前 - 芦刈小路 - 住ノ江 - 道の駅しろいし
- 小城牛津線 - 昭和自動車が運行していた路線の廃止代替路線で旧小城町・三日月町・牛津町域を結ぶ。小城タクシーによる運行。
  - 小城バスセンター - 小城公園入口 - 小城駅 - 牛津駅前
- 市内巡回バス - 市内で運行するコミュニティバス。
  - 小城市広域循環バス - 主に市内の公共施設相互間を運行する。
  - 小城町巡回バス - 旧小城町内（一部旧牛津町内）を運行。3路線。
  - 三日月町巡回バス - 旧三日月町内（一部旧小城町内）を運行。2路線。
  - 牛津町巡回バス - 旧牛津町内（一部旧芦刈町内）を運行。3路線。
  - 芦刈町乗合タクシー「あしま〜る」 - 旧芦刈町内と牛津駅の間を運行。1路線。

なお、市内を発着・経由する高速バスはない。

### 道路

#### 高速道路
- 長崎自動車道：小城PA/スマートIC
- 有明海沿岸道路（地域高規格道路）：芦刈IC、芦刈南IC

※有明海沿岸道路は長崎自動車道とつながっておらず全国的な高速道路網からは孤立している。また、スマートICを利用できない車で長崎自動車道を利用する場合、隣の佐賀大和IC（佐賀側）または多久IC（長崎側）が最寄りとなる。

#### 国道
- 国道34号
- 国道203号
- 国道207号
- 国道444号

#### 県道
主要地方道
- 佐賀県道42号小城牛津線
- 佐賀県道43号牛津芦刈線
- 佐賀県道44号小城富士線
- 佐賀県道48号佐賀外環状線

一般県道
- 佐賀県道339号江北芦刈線

## 観光

### 名所・旧跡
旧小城町域は「小京都」と呼ばれる地域の一つである。
城郭
- 小城城
- 陣の森城
- 高田城
- 千葉城（牛頭城）- 麓に須賀神社が鎮座する。

神社
- 牛尾神社
- 須賀神社

寺院
- 松尾山護国光勝寺
- 祥光山星巖寺
  - 楼門
  - 五百羅漢
- 梧竹観音堂
- 金栗山玉毫寺
- 勝妙寺
- 常福寺

遺跡
- 土生遺跡公園

### 観光スポット
- 清水の滝
- 小城公園
- 祇園川のホタル
- 小城温泉
- ほたるの郷
- 江里山の棚田
- 八丁グリーンカルチャーセンター
- 八丁グリーンパーク
- 牛尾梅林
- 夢とロマンの丘公園
- ムツゴロウ・シオマネキ保護区
- ムツゴロウ公園
- 佐賀県有明水産振興センター展示館
- 藤隠の滝
- 陽だまりの丘公園
- 山辺の道
- 干潟体験場
- 千葉公園
- 高田保馬博士生誕地
- 小城市牛津赤れんが館
- 石工の里
- JA佐賀小城市産直館「良里味知」
- 石工の里ふれあい夕市
- ピョンタ

### 百選
- 日本の棚田百選：江里山
- 美しい日本のむら景観百選：江里山
- 日本さくら名所100選：小城公園
- 日本の歴史公園100選：小城公園

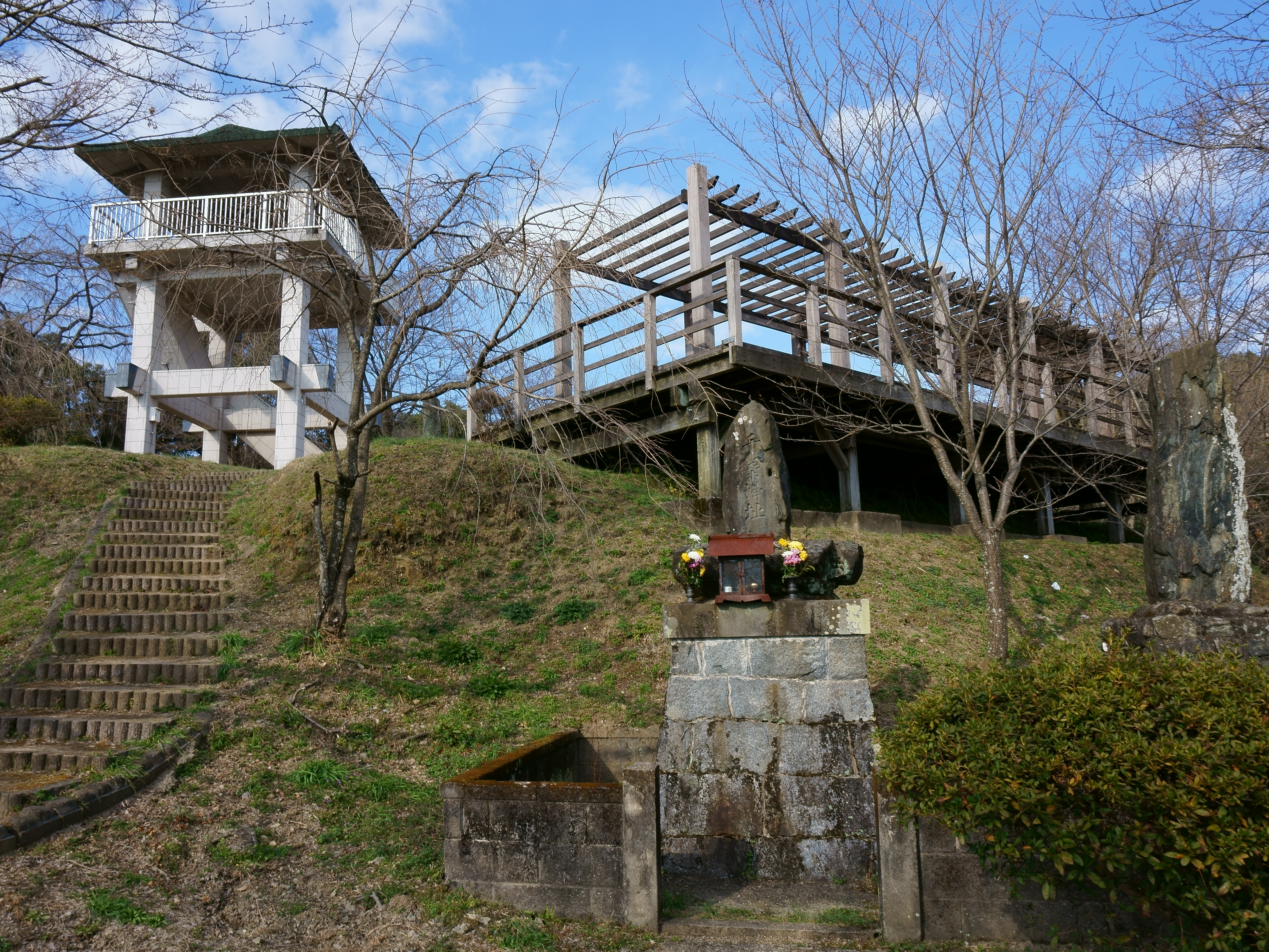
美しい日本の歴史的風土準100選：小城鍋島家城下町の遺産（小城公園、星巌寺山門、陣屋跡、三岳寺、見瀧寺など）
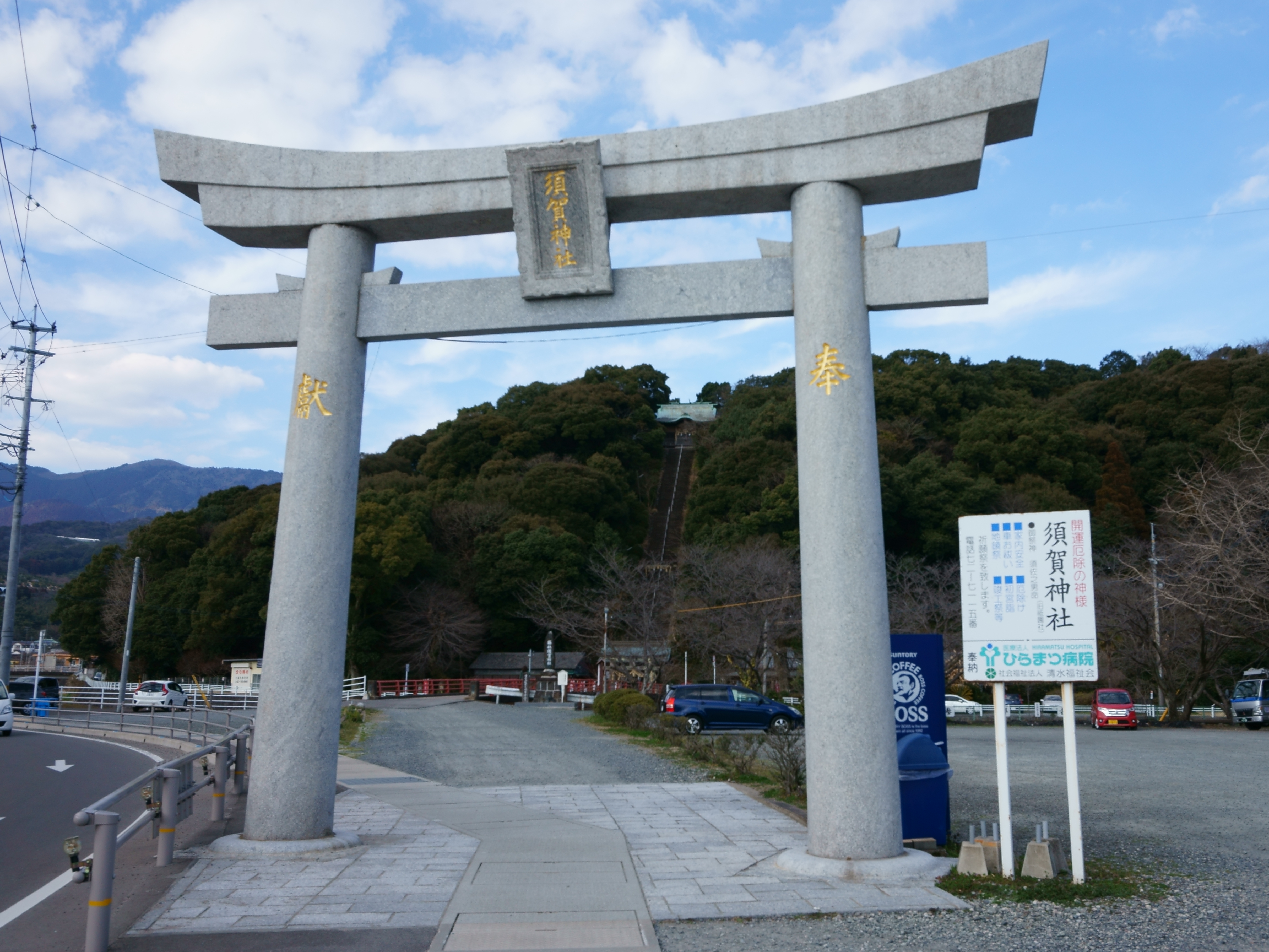
須賀神社
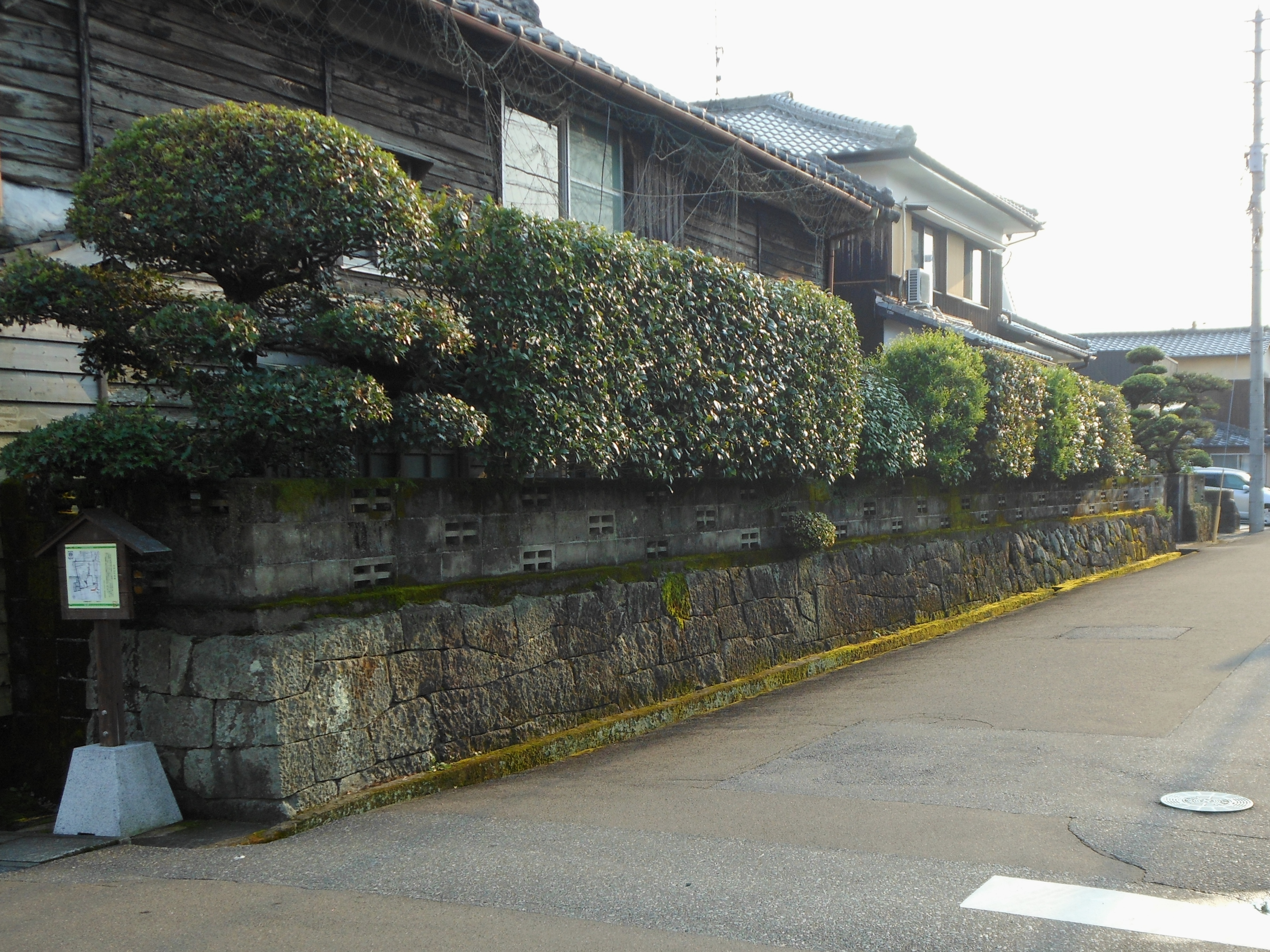
小城藩藩邸大手口の石垣
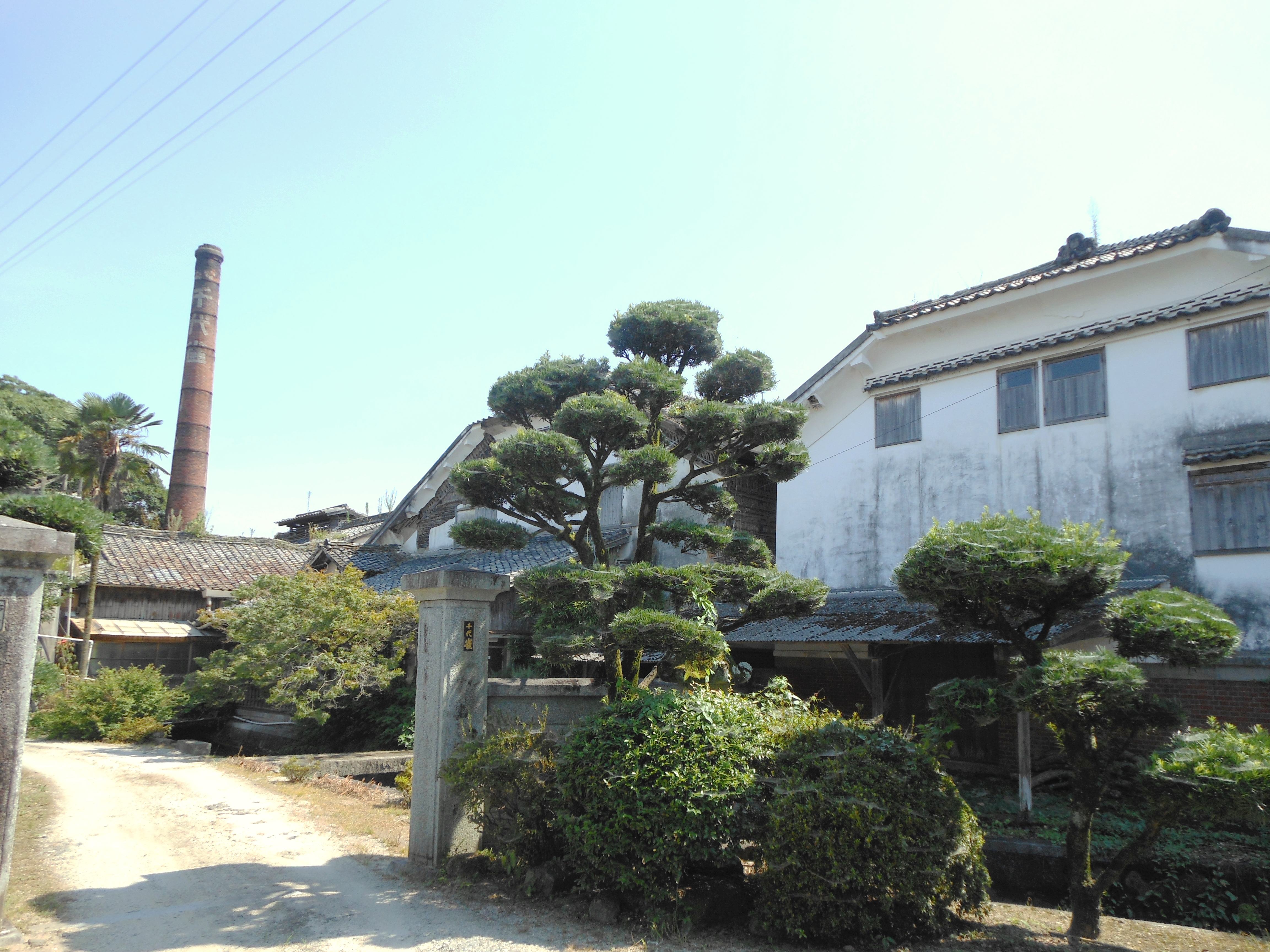
旧千代雀酒造酒蔵

- 九州百名山：天山
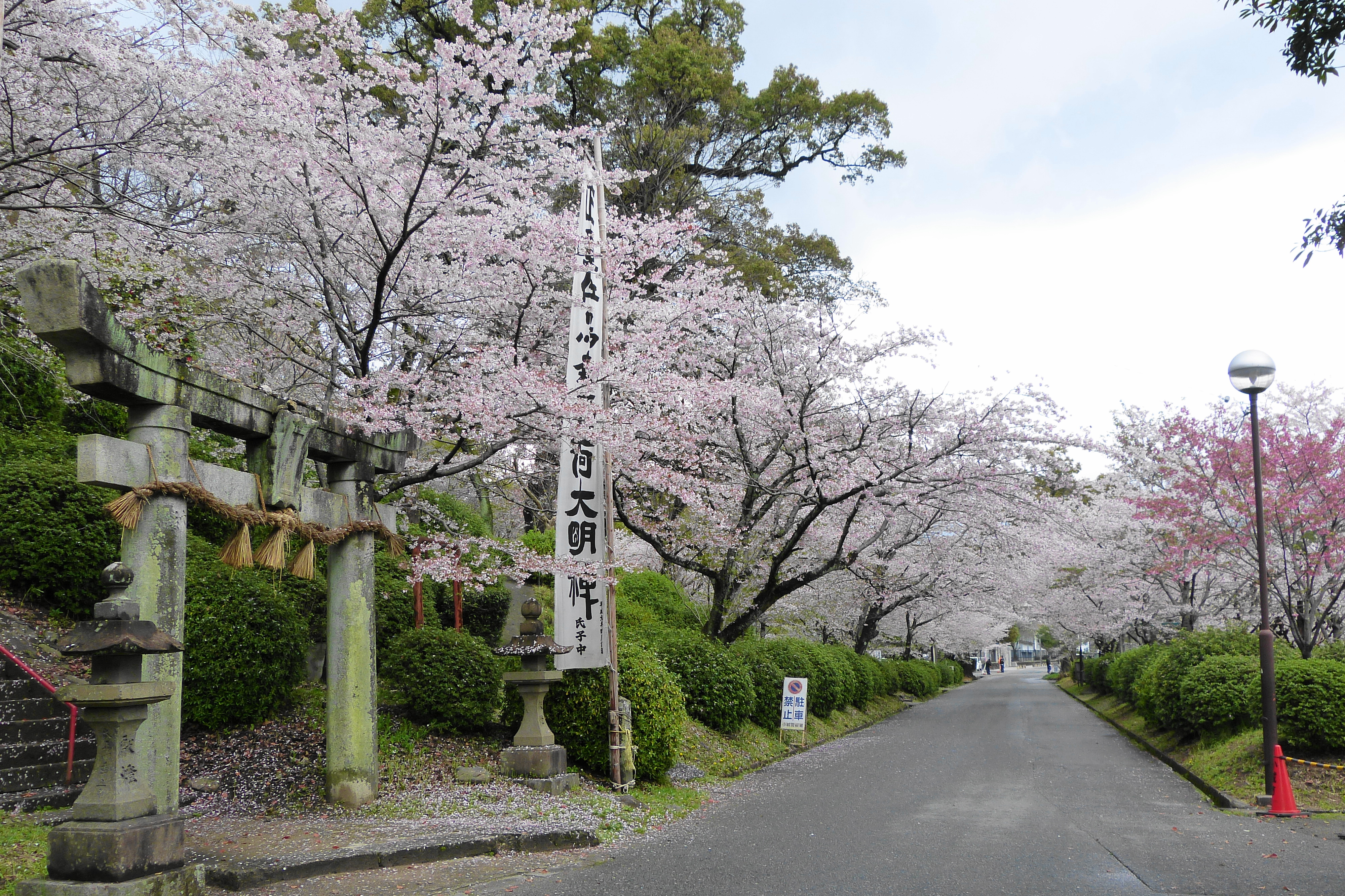
ふるさといきものの里百選：祇園川のゲンジボタル  - 千葉城（牛頭城）
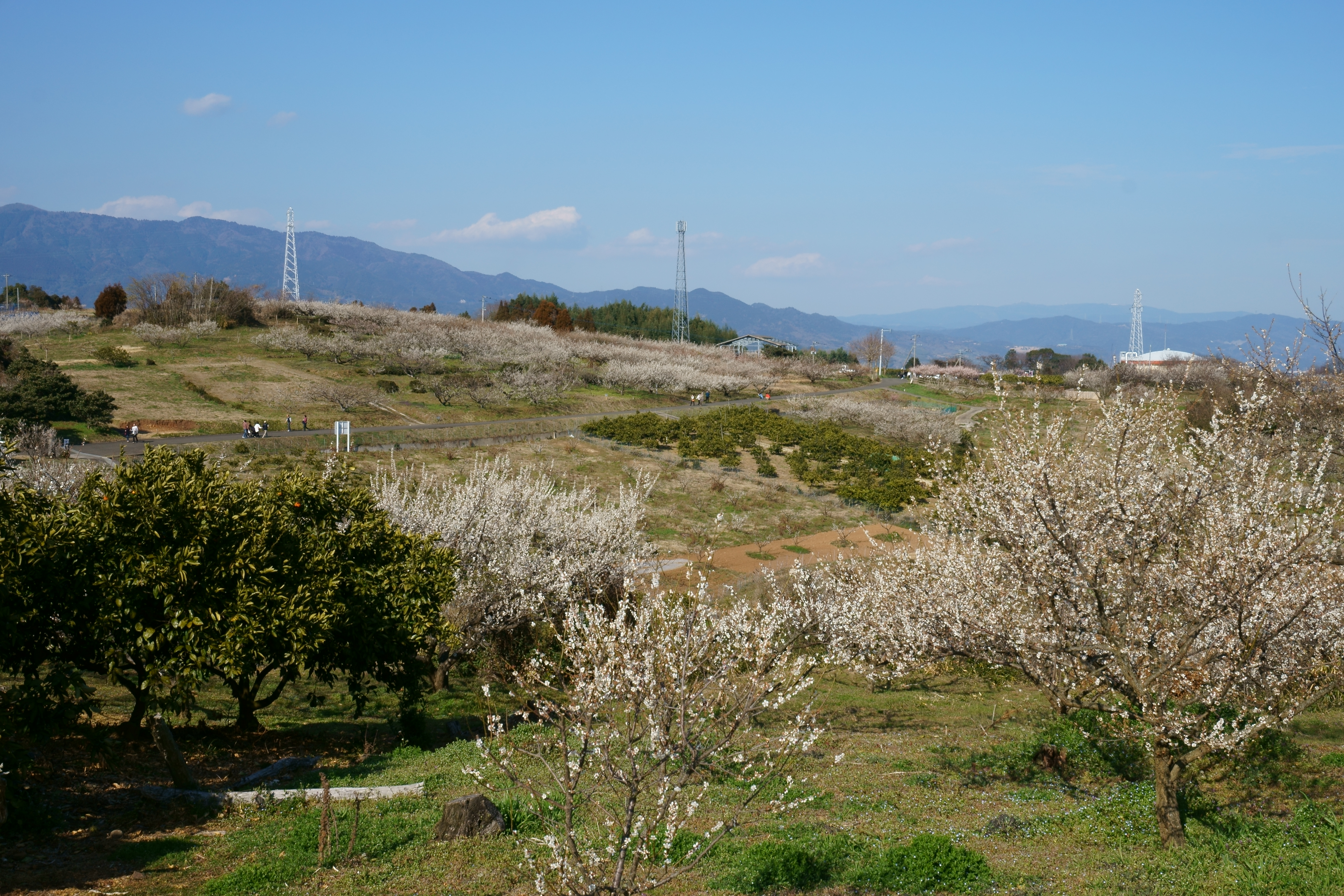
牛尾梅林
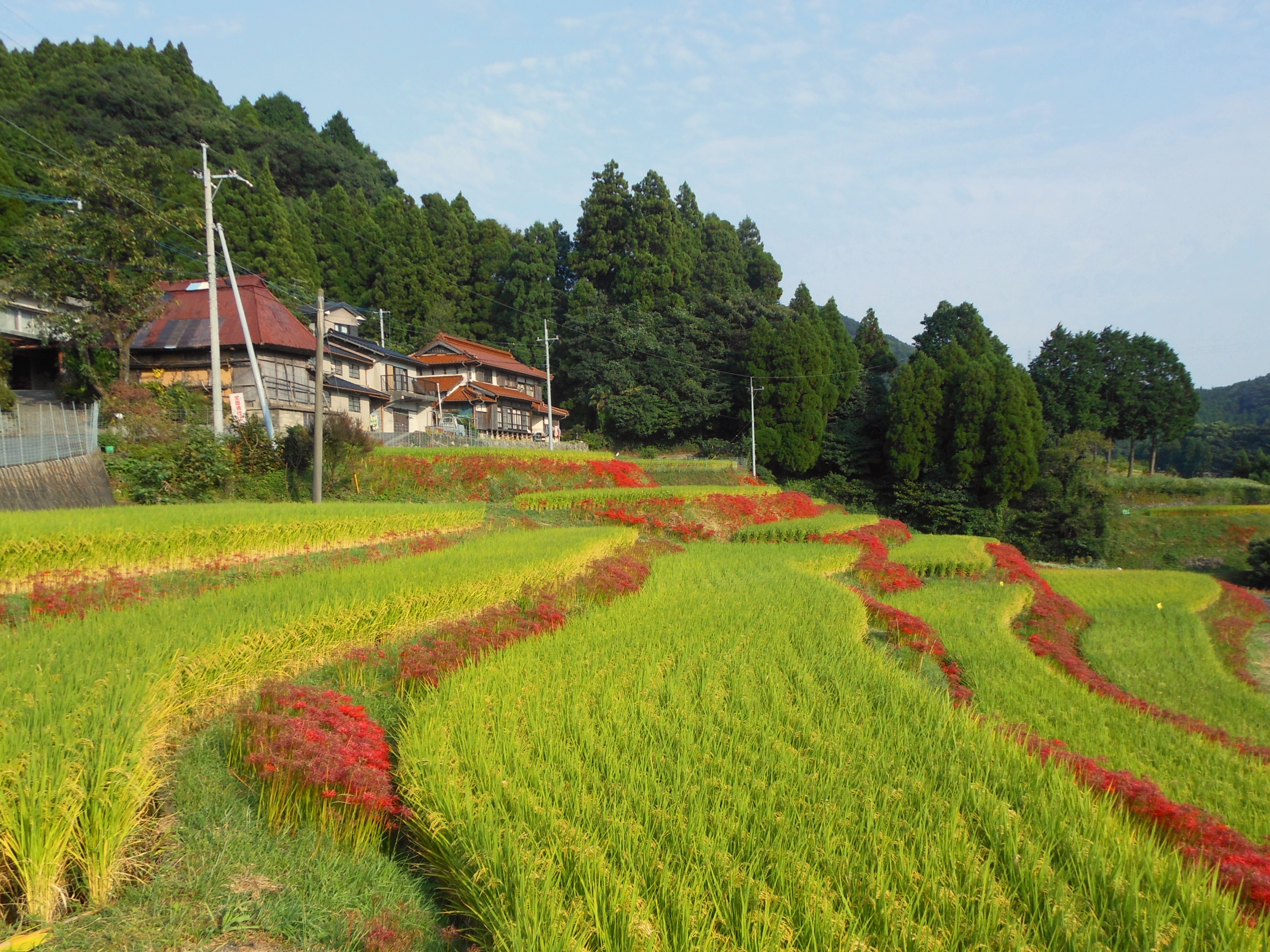
江里山の棚田
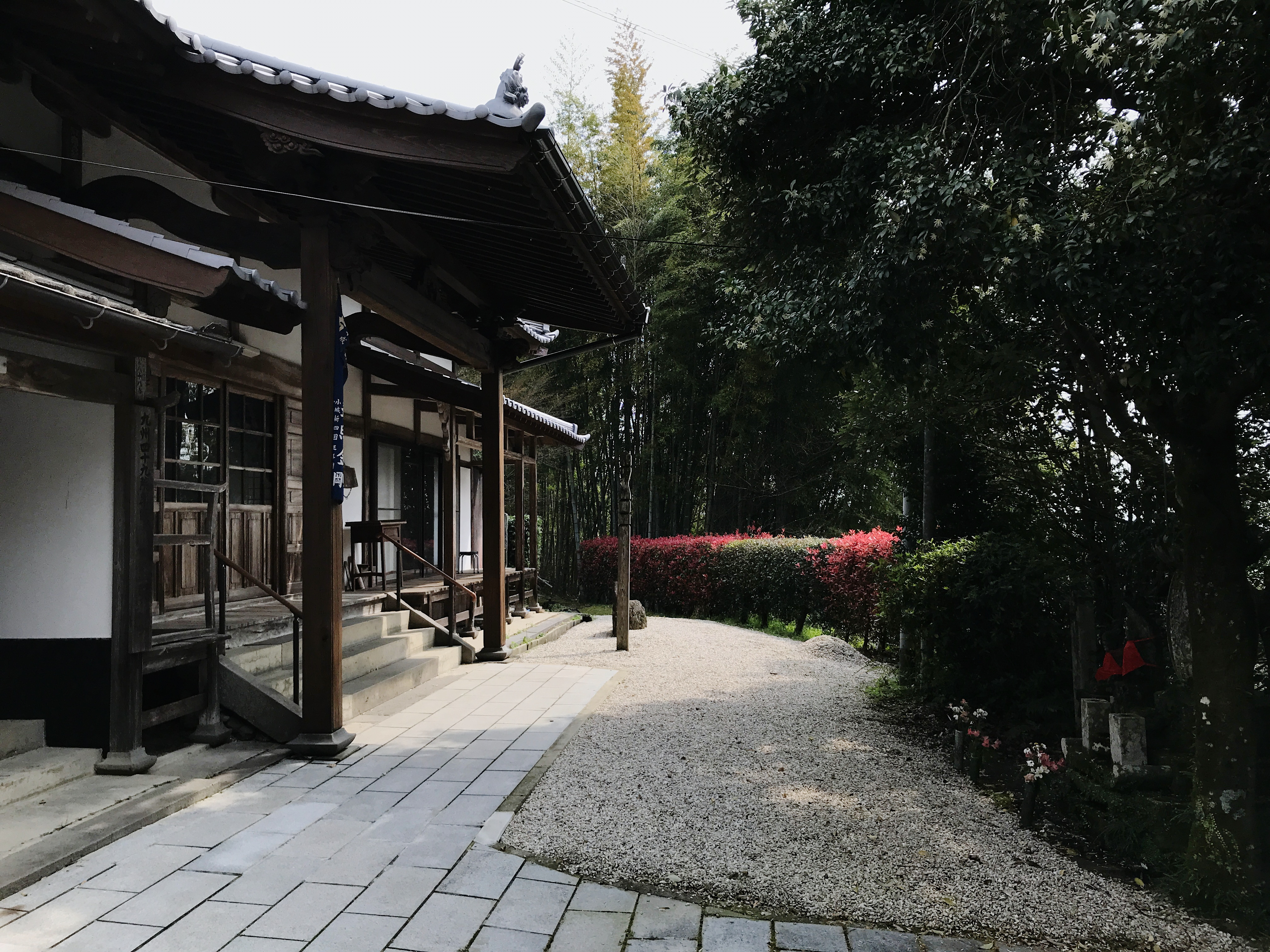
常福寺の本堂
  - 須賀神社
  - 小城藩藩邸大手口の石垣
  - 旧千代雀酒造酒蔵
  - 小城公園
  - 牛尾梅林
  - 江里山の棚田
  - 常福寺の本堂

## 文化・名物

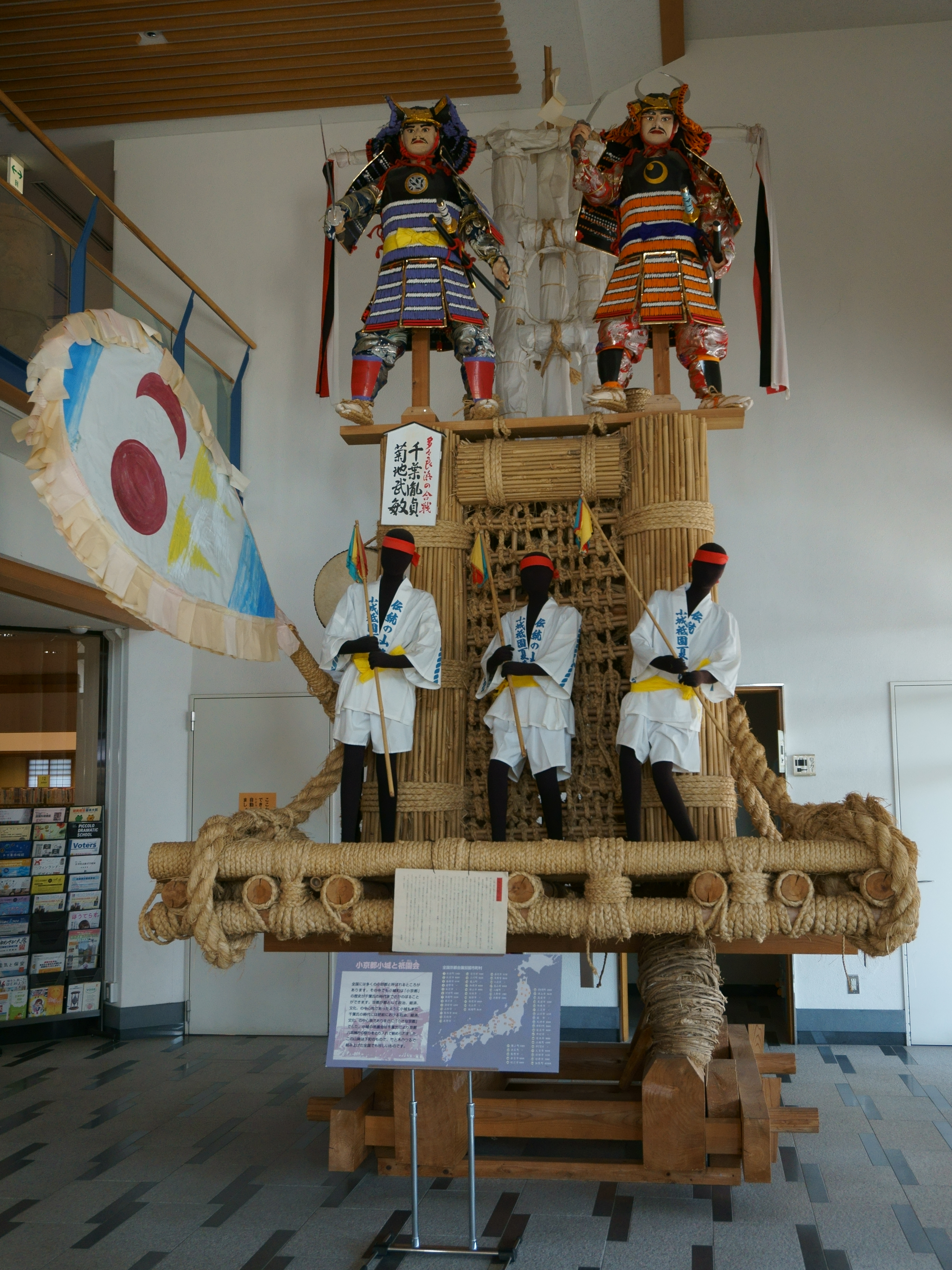
山挽祇園の曳山（レプリカ）

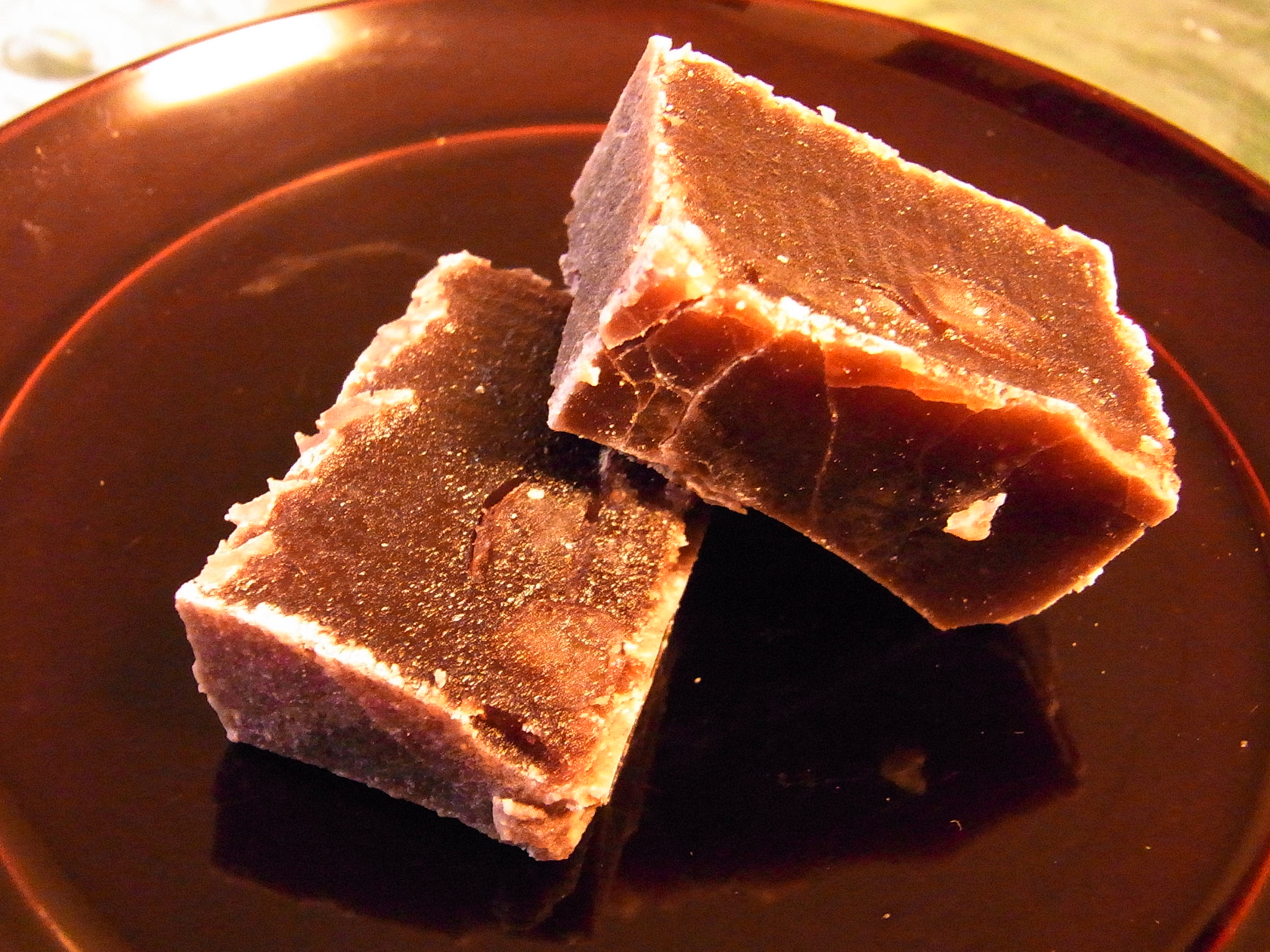
小城羊羹（2010年11月29日撮影）

### 祭事・催事
- 春雨まつり（4月上旬）
- さくら灯篭（4月上旬）
- 小京都「小城」ホタルの里ウォーク（6月上旬）
- 祇園川のホタル（5月下旬～6月上旬）
- ムツゴロウ王国芦刈夏祭り（7月中旬）
- 小城祇園夏まつり（山挽祇園）（7月中旬）
- ムーンファンタジアin三日月（7月下旬）
- サマーエクスプレスおぎ おぎアマチュア音楽祭（8月下旬）
- 彼岸花まつり（9月下旬～10月上旬）
- 芦刈ムツゴロウロードレース（10月下旬）
- 小城街道ひなまつり（2月下旬）
- 小城三里梅まつり（3月上旬）

### 名産・特産
- 小城羊羹
- 日本酒
- 芦刈のり
- 鯉料理
- 丸ぼうろ
- 牛津の蒲鉾
- こどもびいる - 友桝飲料（旧牛津町）より発売のビールそっくりの炭酸飲料
- マジェンバ - 2011年に考案されたご当地グルメ。「マジェンバのたれ」を用いた混ぜそば。

## 出身関連著名人

### 出身著名人
- 松田正久（政治家）(1845～1914)
- 高田保馬（経済学者）(1883～1972)
- 横尾龍（元通商産業大臣）(1883～1957)
- 原口忠次郎（神戸市長）(1889～1976)
- 香田清貞 陸軍軍人(陸軍歩兵大尉､歩兵第1旅団副官)・二・二六事件の叛乱軍将校(首魁)の一人 (1903〜1936) 今の三日月町久米出身｡
- 天津灘福一（大相撲元前頭）(1932～2001)
- 小城ノ花正昭（大相撲元関脇・13代高崎親方）(1935～2006)
- 渕上綾子（北海道議会議員、トランスジェンダー）
- 南里宏（空手家）
- 辻発彦（元プロ野球選手・現埼玉西武ライオンズ監督）
- 江口孝義（元プロ野球選手・福岡ダイエーホークス）
- 川頭秀人（元プロ野球選手・福岡ソフトバンクホークス）
- 荒川良々（俳優）
- 鶴丸英樹（サガテレビアナウンサー）
- 土井敏邦（フリージャーナリスト）
- 渕上史貴（歌手）
- 小森義峯（憲法学者）
- 小芦るり華（競艇選手）
- 田中皓子（STU48）
- 内山優衣（バレーボール選手・岡山シーガルズ）
- 江藤綾香（バレーボール選手・Astemoリヴァーレ茨城）

### マスコットキャラクター
- ようかん右衛門
- こい姫 - 2010年（平成22年）4月から小城市のマスコットキャラクター。

## 作品
小城市を舞台とした作品

### 映画
- 男はつらいよ ぼくの伯父さん（1989年・松竹） - 旧小城郡小城町を舞台に、旧三日月町の元千代雀酒造でも撮影された。
- ソフトボーイ（2010年・東映） - 旧牛津町で撮影された。